# Vincent Alexander Bochdalek

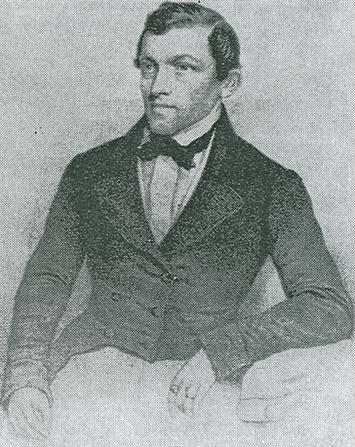
Vincent Bochdalek

Vincent Alexander Bochdalek (tschechisch Vincenc Alexandr Bochdalek; * 11. Februar 1801 in Skřipov bei Wagstadt; † 3. Februar 1883 in Leitmeritz) war ein tschechischer Anatom. Bochdalek entdeckte eine Reihe von anatomischen Strukturen und Fehlbildungen, die heute seinen Namen tragen.

## Leben
Sein Vater Florian Bohdalek (1762–1844) war Förster, seine Mutter Marina, geb. Melecká (* 1768) stammte aus der Slowakei. Sie heirateten am 27. August 1786.
Bochdalek besuchte die Schule in Opava  1816 bis 1820 und nahm anschließend ein Studium der Philosophie an der Karls-Universität Prag auf. 1825 wechselte er zur Medizin.
Bochdalek erhielt 1833 in Prag seinen Doktorgrad, er war dann an der Prager Universität über mehrere Jahrzehnte Professor für Anatomie. 1874 wurde er emeritiert und verlegte seinen Wohnsitz nach Leitmeritz in Nordböhmen. Sein Sohn, Victor Bochdalek (1835–1868), wurde ebenfalls ein bekannter Arzt.
Nach Bochdalek benannt sind:
- Bochdalek-Zyste: eine angeborene Zyste an der Zungenwurzel, ein Rudiment des Ductus thyroglossalis, der Anlage der Schilddrüse.
- Bochdalek-Blumenkörbchen: ein Teil des Plexus choroideus des vierten Ventrikels, der sich durch das Foramen Luschkae vorstülpt.
- Bochdalek-Lücke: eine muskelfreie Stelle im Zwerchfell.
- Bochdalek-Hernie: eine Zwerchfellhernie durch die Bochdalek-Lücke.
- Bochdalek-Loch: eine angeborene Fehlbildung im Zwerchfell, die eine offene Verbindung zwischen Brust- und Bauchhöhle darstellt.
- Bochdalek-Ganglion: ein Ganglion der Rami alveolares des Nervus infraorbitalis oberhalb der Wurzel des Eckzahns.
- Bochdalek-Klappe: eine Falte im Tränengang nahe dem Tränenpünktchen.

## Ehrungen
1860 wurde er zum Mitglied der Deutschen Akademie der Naturforscher Leopoldina gewählt.

## Schriften
- Anleitung zur praktischen Zergliederung des menschlichen Gehirns nebst einer anatomischen Beschreibung desselben mit besonderer Rücksicht auf das kleine Gehirn. 1833.